# 宿坊

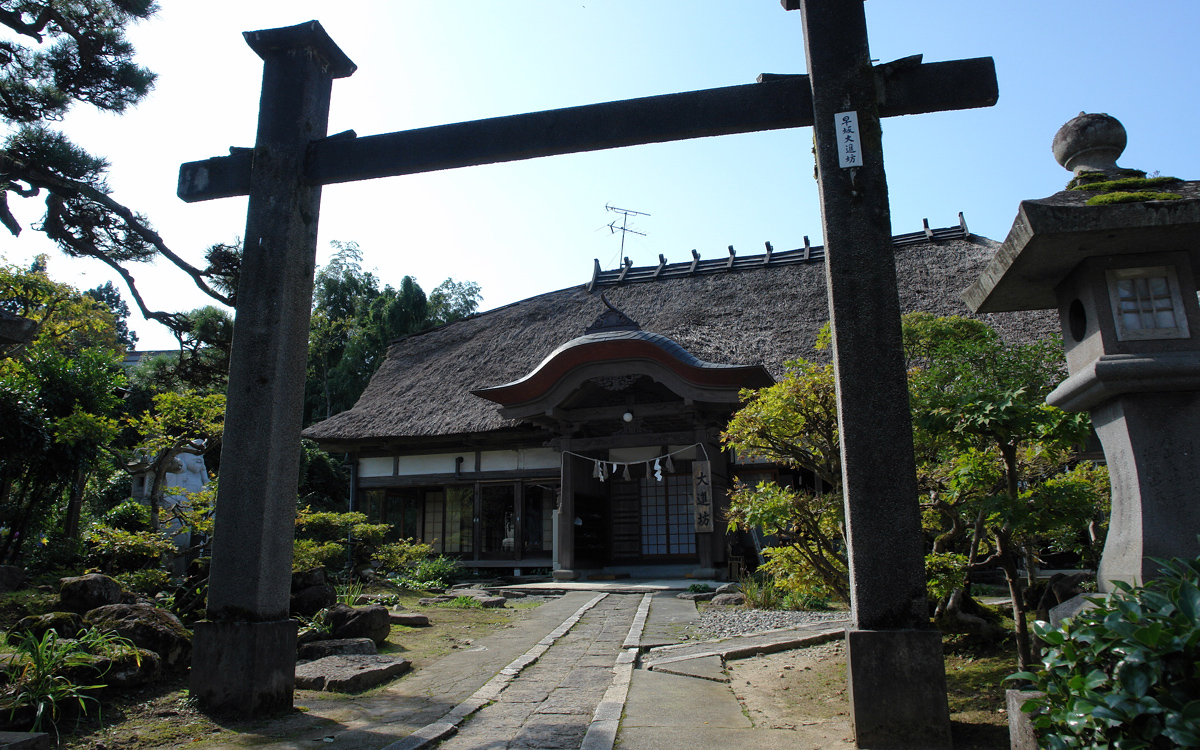
羽黑山的宿坊

宿坊或稱宿房（しゅくぼう）是佛教寺院或神社提供僧侶、氏子、参拜者的住宿設施。僧侶專用的設施稱作僧房。本來是專門提供僧侶或参拜者的住宿設施，但是，現在也有歡迎一般觀光客的設施，甚至還有如同高野山福智院附設天然溫泉的寺院。性質類似台灣寺廟的香客大樓。

## 概要
本來是僧侶專用的住宿設施，但是，平安時代，伴隨寺社参拜的普及，轉變為也提供貴族、武士或一般参拜者住宿，營運営者也由僧侶轉變為半僧半俗的經營者（御師）。
江戶時代，因伊勢参拜、金毘羅参拜、善光寺詣而大衆化，各地的大寺社整備宿坊，使一般参拜者、觀光客也可住宿，形成一種觀光事業。
現在，部分寺院直接經營的宿坊，除了廉價，也提供精進料理、修行體驗等。另一方面，部分宗派的總本山或本山寺院兼有的宿坊，僅限宗派所屬的僧侶・信徒利用，住宿需持有所屬寺院發行的証書。

## 宿坊例

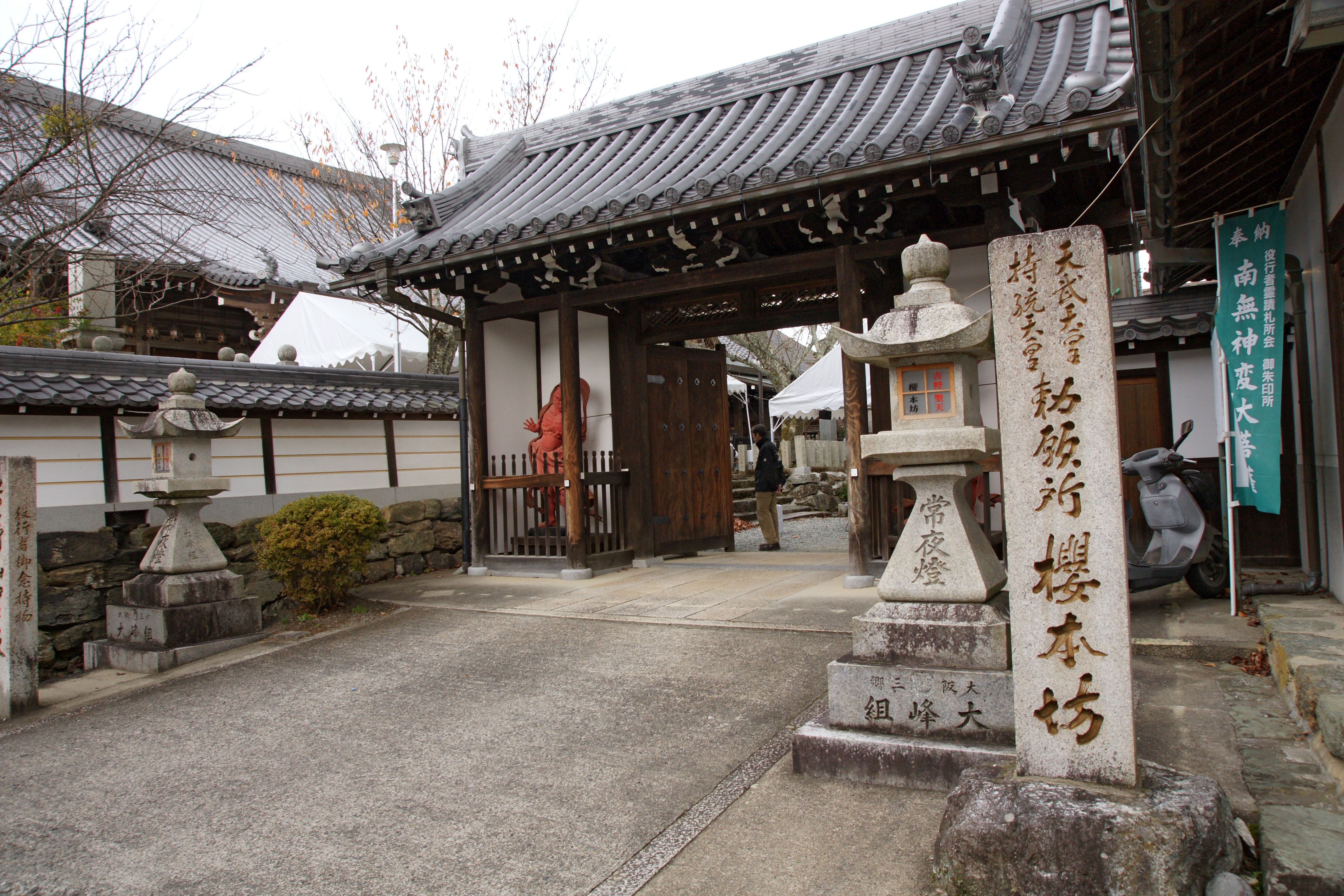
櫻本坊（页面存档备份，存于）
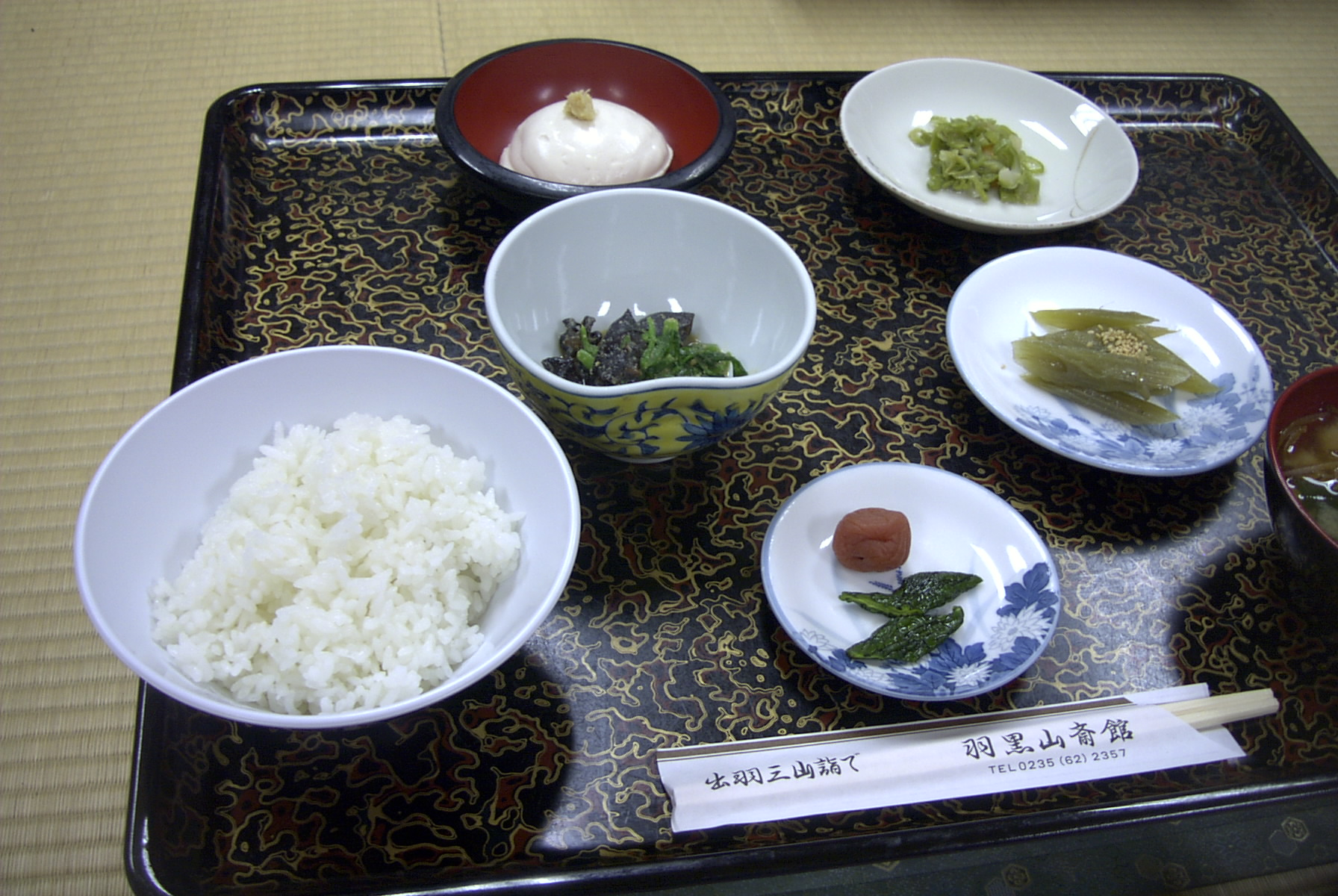
羽黑山齋館的精進料理
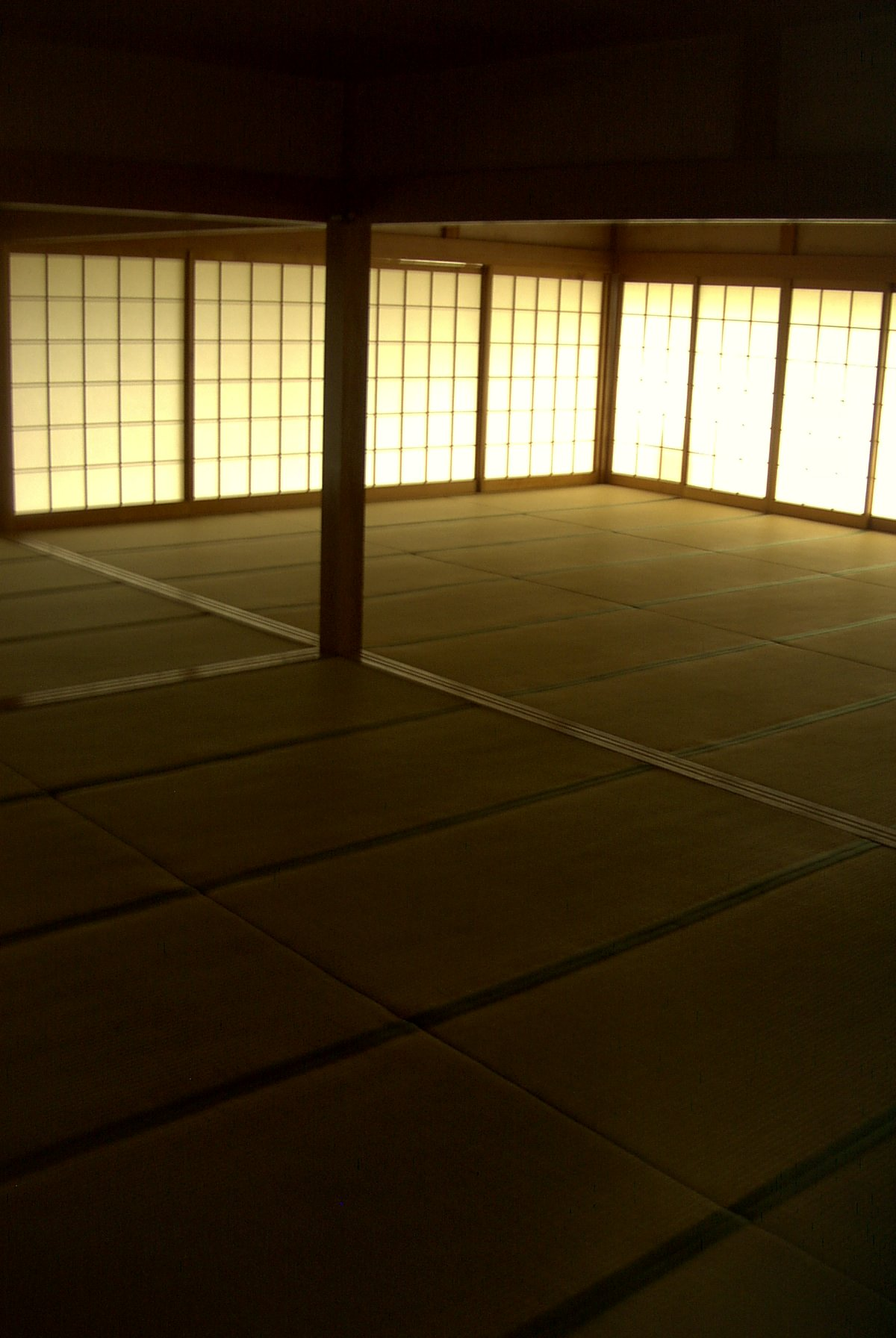
羽黑山齋館的房間
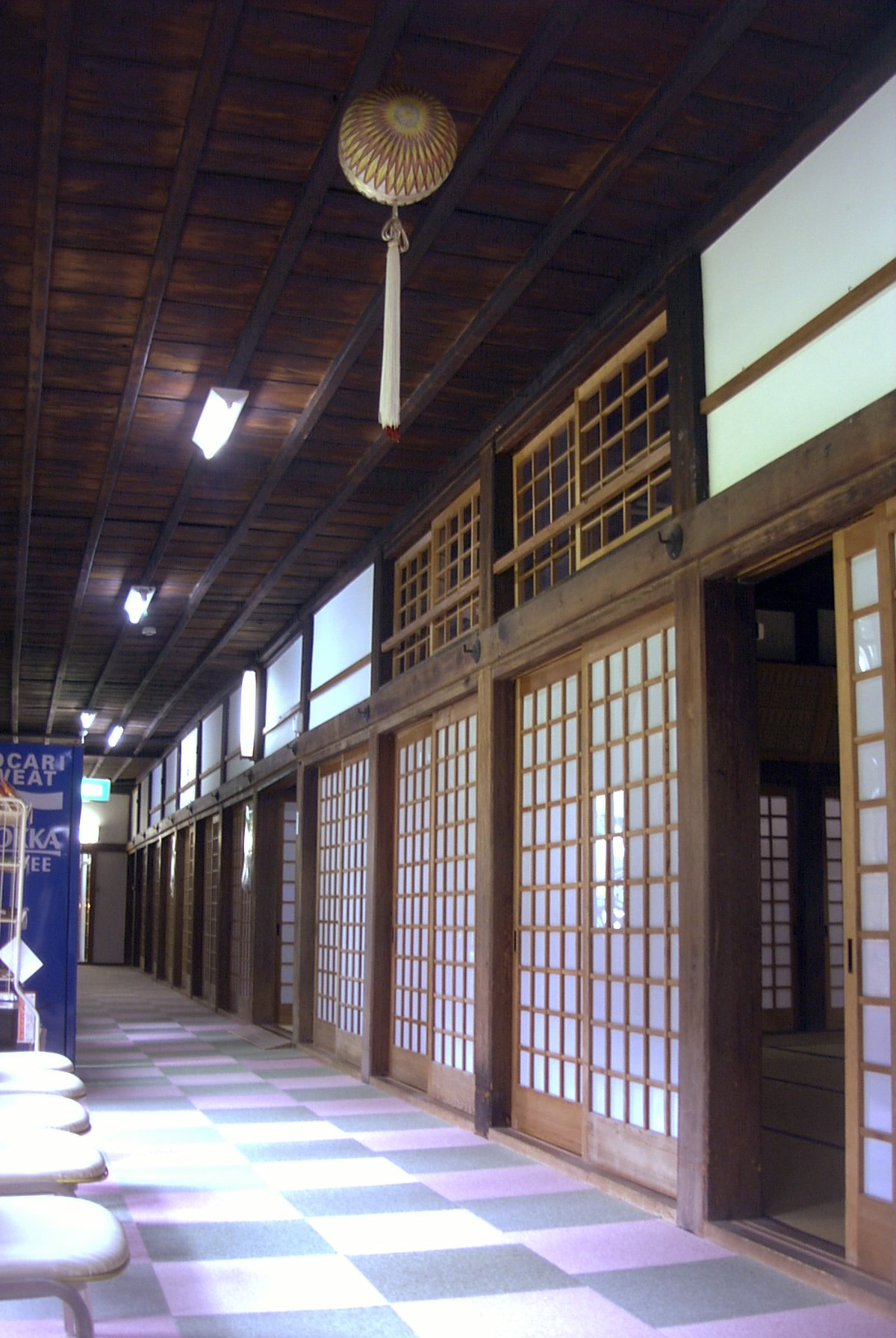
宿坊內部

## 脚注
1. ↑  .   [2019-10-18]. （原始内容存档于2018-08-31）.
2. ↑  .   [2019-10-18]. （原始内容存档于2016-11-27）.

## 關連項目
- 旅館業法
- 民宿
- 塔頭